# La Nueva España
La Nueva España è una  suite di sei poemi sinfonici di Lorenzo Ferrero, scritti tra il 1990 e il 1999 e dedicati alla conquista del Messico (un tempo chiamato la Nueva España) da parte degli spagnoli dal 1519 al 1521. Il ciclo si può anche considerare una sorta di studio preparatorio all’opera La Conquista (Teatro Nazionale di Praga, 2005). Questa vicenda – afferma il compositore – è di grande attualità, per ricordarci come la diversità culturale è un bene prezioso che non deve andare disperso.
L’esecuzione dura circa un’ora e dieci minuti.

## Struttura
Le parti possono essere eseguite insieme, o separatamente. Il pensiero compositivo che governa il ciclo conferma la natura 
teatrale di Ferrero; ogni brano ha un suo colore, un preciso carattere, ma nello stesso tempo sottili legami tematici li tengono insieme secondo un ben calcolato gioco di rimandi ritmici, melodici e armonici.
Il ciclo segue l’ordine cronologico degli avvenimenti storici:
1. Presagios: le cronache azteche profetizzano disastri negli anni che precedono l’arrivo degli spagnoli.
2. Memoria del fuego: gettata l’ancora a Veracruz, Hernán Cortés ordina di affondare le navi, per evitare l'ammutinamento dell'equipaggio.
3. La ruta de Cortés: gli spagnoli attraversano montagne inaccessibili, e dopo una marcia di oltre mille chilometri raggiungono la valle del Messico.
4. El encuentro: Montezuma e Cortés si incontrano sulla Grande Passerella che conduce alla capitale, Tenochtitlán.
5. La matanza del Templo Mayor: in assenza di  Cortés, e approfittando delle cerimonie presso il Templo Mayor, gli spagnoli massacrano gli aztechi.
6. La noche triste: gli aztechi si ribellano e respingono temporaneamente gli invasori. Durante la ritirata gli spagnoli soffrono numerose perdite, sulle quali si dice che  Cortés abbia pianto. L’episodio è conosciuto come La Noche Triste e il vecchio albero dove questo è presumibilmente accaduto è tuttora un monumento in Messico.

## Strumentazione
Le partiture prevedono il seguente organico orchestrale:
2 flauti (anche ottavino e flauto basso), 2 oboi, corno inglese, 2 clarinetti, clarinetto basso, 2 fagotti, controfagotto, 4 corni, 2 trombe, 3 tromboni, tuba, arpa, pianoforte, celesta, timpani, 3 percussioni e archi.

## Discografia
Ordine cronologico delle registrazioni:
- 1998. Lorenzo Ferrero: Different Views. Registrazione (parziale) su CD. BMG Ricordi.[3]
- 2000. Lorenzo Ferrero: La Nueva España. Registrazione su CD. Naxos Records.[4]